# Velia (heuvel)

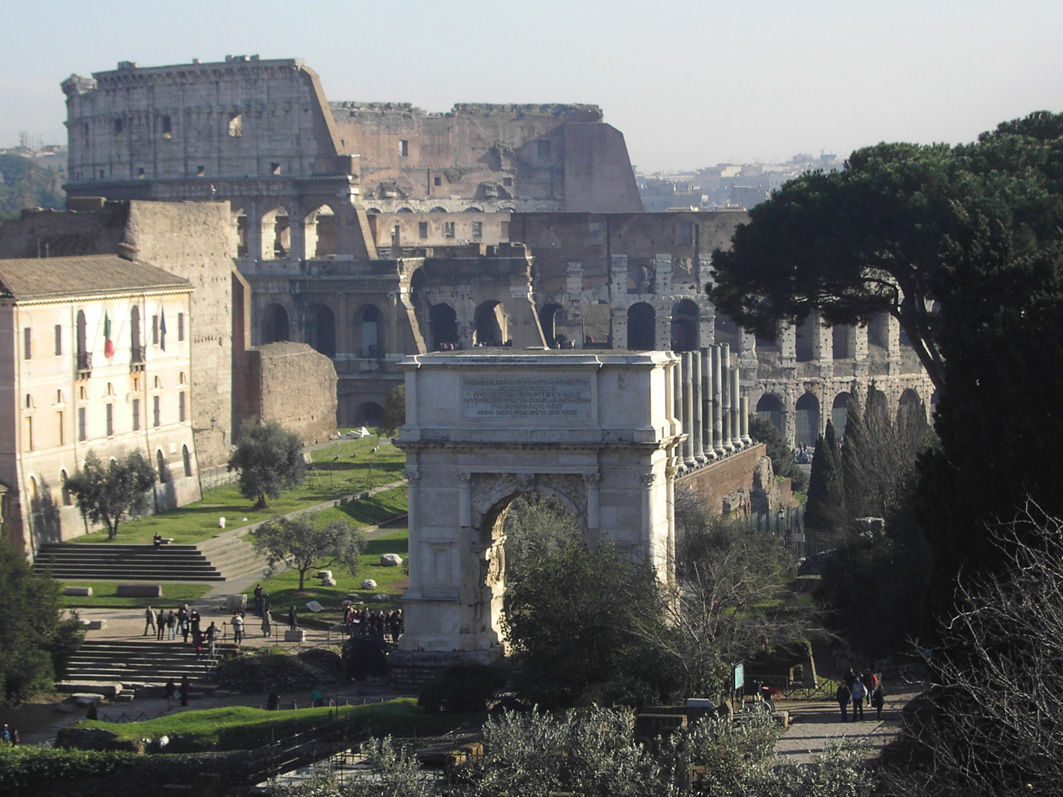
De top van de Velia, met de Boog van Titus en de ruïne van de Tempel van Venus en Roma

De Velia is een heuvel in Rome. Hij strekt zich uit ten noorden van de Palatijn richting de heuvel Oppius. Op de heuvel staat de Boog van Titus uit 81 n.Chr., die vanuit het dal van het Colosseum de toegangspoort is tot het Forum Romanum. Een deel van het Forum is ook op de helling van de Velia gebouwd. De top werd deels afgegraven voor de bouw van Nero's Domus Aurea. Hadrianus bouwde op deze plaats later de Tempel van Venus en Roma, de grootste tempel van het oude Rome.
De Velia was een van de heuvels waar in de oudheid het Septimontium, het zevenheuvelenfeest, werd gevierd. Toch behoort de Velia niet tot de zeven oorspronkelijke heuvels, waarop de stad zou zijn gesticht.
Benito Mussolini liet een groot deel van de Velia tussen 1931 en 1933 afgraven om plaats te maken voor zijn nieuwe brede Via dei Fori Imperiali, die tegenwoordig een van de belangrijkste wegen is het centrum van Rome is. De aanleg van deze weg was uiterst controversieel, een grote middeleeuwse wijk werd geheel afgebroken en bij het afgraven van de Velia gingen veel archeologische resten verloren zonder dat er grondig onderzoek werd verricht. Waarschijnlijk was de heuvel al vanaf de bronstijd bewoond, maar de restanten van deze nederzetting zijn voor altijd verloren gegaan.